# Pseudiolaus
Pseudiolaus is een geslacht van vlinders van de familie Lycaenidae.

## Soorten
- P. lulua Riley, 1944
- P. poultoni Riley, 1928